# تاوان (مجموعه تلویزیونی ۲۰۰۸)
تاوان با نام اصلی خیانت (به اسپانیایی: La Traición) نام مجموعه‌ای تلویزیونی است که در سال ۲۰۰۸ از شبکهٔ تلموندو پخش شد. این مجموعه که بر اساس رمان خیانت «فیلیپ پرز» در سال ۱۸۸۷ نوشته شده‌است. در بلغارستان، صربستان، لهستان و از جمله ایران پخش شده و به بیش از ۲۲ کشور در سراسر جهان فروخته شده‌است. فیلمبرداری این مجموعه در اواخر اکتبر سال ۲۰۰۷ در شهر بوگوتا، کلمبیا آغاز شد.

## خلاصه سریال
داستان در مورد دوبرادر دوقلو است که به خاطر عشق یک زن با هم می‌جنگند. زمانی که او به بیماری تصلب و سختی عضلاتش کاتالپسی پی می‌برد، زندگی او به یک باره نابود می‌شود، بیماری لاعلاجی که حرکات عضلانی او را از کار انداخته است. درحالی‌که این بیماری سال‌ها قبل گریبانگیر پدرش بوده. این مرد با دختری نجیب به نام سولیداد، آشنا می‌شود. و این دو شدیداً مجذوب یکدیگر می‌شوند، ولی از آنجا که هوگو بیماریش را مخفی می‌کند، مسائل پیچیده‌تر می‌شود. هنگامی که این زوج در حال آماده شدن برای مراسم عروسی هستند، فاجعه‌ای رقم می‌خورد. برادر دوقلو هوگو، آلسیدس، کسی که همیشه عاشق سولیداد بوده، به او خیانت می‌کند و نامزدش را می‌دزد.